# K.G.Bevinahalli, Koratagere
K.G.Bevinahalli là một làng thuộc tehsil Koratagere, huyện Tumkur, bang Karnataka, Ấn Độ.